# 無政府時代 (イングランド)
無政府時代（むせいふじだい、The Anarchy）は、イングランド王国のノルマン朝が断絶したのに伴って後継者争いで内乱が発生したブロワ朝、スティーブン王の治世（1135年 - 1154年）を指す。

## 発端
ノルマン朝第3代のヘンリー1世には、20人を超える庶子がいたが、相続権を持つ嫡子は2人だけであった。しかも、1120年にそのうちの一人であるウィリアムをホワイトシップの遭難で亡くしてしまった。この事件後にヘンリー1世は後妻を迎えたが、子供は生まれなかったため、神聖ローマ皇帝ハインリヒ5世に先立たれて寡婦となっていたもう一人の嫡子である娘のマティルダを1127年に呼び戻し、後継者に指名して諸侯にこれを誓わせた。さらに、マティルダの立場を強化するために、有力フランス貴族のアンジュー伯ジョフロワ5世と再婚させた。この婚姻は、従来敵対していたアンジュー家を味方にする効果がある反面、イングランド及びノルマンディー公国諸侯の反感を買うことになった。

## スティーブンの即位
1135年にヘンリー1世が死ぬと、姉アデラの息子であるブロワ家のエティエンヌがロンドンに入ってイングランド王国を掌握し、イングランド王スティーブンとなった。彼はヘンリー1世が死ぬ間際に自らを後継者に指名したと主張し、また弟のウィンチェスター司教ヘンリーの協力により教会の支持を受け、マティルダへの誓いは強制された状態で行われたために無効である主張した。さらに、女性相続人を認めないフランク王国のサリカ法も利用した。
イングランド及びノルマンディー諸侯は、イングランド初の女王に対する抵抗感と、ノルマンディーの代々の宿敵であるアンジュー伯に対する警戒心から、スティーブンの即位を支持した。マティルダは誓約違反であるとローマ教皇に訴えたが、教皇とカンタベリー大司教もスティーブンを支持したためこれを却下した。叔父に当たるスコットランド王デイヴィッド1世も、1138年にスタンダードの戦いに敗れると引き上げてしまった。
スティーブンの治世をブロワ朝（Blesevin dynasty）とも呼ぶが、歴史書によってはノルマン朝の一部とすることもある。

## マティルダのイングランド上陸
しかしスティーブンの失政により、1138年にマティルダの庶兄グロスター伯ロバートが叛旗をひるがえし、実弟のウィンチェスター司教ヘンリーも教会への干渉に反対し、支持を取り消した。1139年、マティルダは支持勢力を引き連れてイングランドに上陸し、ロバートと合流した。1141年2月にリンカーン近辺で両軍は激突し、スティーブンは敗れて捕虜となった。マティルダはロンドンに入城し、「イングランド人の女主人（Lady of the English）」と称した。しかし、彼女の高慢な態度は反感を呼び、間もなくオックスフォードに撤退を余儀なくされた。一方、スティーブンの妻マティルドは傭兵隊を率いて抗戦を続け、1142年9月にウィンチェスター近辺の戦いでロバートを捕虜にした。このため捕虜交換が行われ、スティーブンは復位した。マティルダはオックスフォード城で包囲されたが、雪の中を密かに脱出した。この脱出行は後に伝説となった。
その後、戦いは緩慢に続けられたが、1147年にロバートが亡くなると、マティルダはアンジューへ帰った。一方、夫のジョフロワはノルマンディー攻略に専念し、1144年にノルマンディー公を称したが、1151年に熱病にかかって間もなく死亡した。この内戦でジョフロワは一度もイングランドへ行くことはなかった。
この内戦によりイングランドは無政府状態となり、『アングロサクソン年代記』はこの期間を「キリストとその聖者たちが眠っていた」と評する。

## 終息
1153年、スティーブンの嫡男ブローニュ伯ウスタシュ4世（ユースタス）が原因不明で急死した。気力を失ったスティーブンは、マティルダの息子アンリと和平協定（ウォーリングフォード協定、ウィンチェスター協定とも）を結び、自身の王位の承認と引き換えにアンリを王位継承者とした。
1154年10月25日にスティーブンがドーバーで死去した後、協定に従いアンリがヘンリー2世としてイングランド王位を継承し、プランタジネット朝が成立した。

## 総括
この内戦は双方ともそれなりに正当性を有していたため、日本の南北朝時代や応仁の乱と似た展開となっている。諸侯の士気は低く、その時の各自の利益で行動したため、寝返りが相次ぎ、戦いが長引き世は乱れた。
スティーブンにはもう1人息子ギヨーム（ウィリアム）がいるにもかかわらず、アンジュー伯アンリを後継者としたため、アンリは実はスティーブンの子ではないかと噂が立った。王位継承問題が起こるまでは、マティルダは夫のジョフロワとは仲が悪かった反面、従兄のスティーブンとは仲が良かったという風聞も見られる。

## 系図
|                                 |                                 |                                 |                                 |                                 |                                 |  |  |                              |                              |                              |                              |                              |                              |  |  |                                             |                                             |                                             |                                             |                                             |                                             |  |  | ウィリアム1世 イングランド王 | ウィリアム1世 イングランド王 | ウィリアム1世 イングランド王 | ウィリアム1世 イングランド王 | ウィリアム1世 イングランド王 | ウィリアム1世 イングランド王 |  |  | マティルダ・オブ・フランダース | マティルダ・オブ・フランダース | マティルダ・オブ・フランダース | マティルダ・オブ・フランダース | マティルダ・オブ・フランダース | マティルダ・オブ・フランダース |  |  |                                |                                |                                |                                |                                |                                |  |  | マルカム3世 スコットランド王 | マルカム3世 スコットランド王 | マルカム3世 スコットランド王 | マルカム3世 スコットランド王 | マルカム3世 スコットランド王 | マルカム3世 スコットランド王 |  |  | マーガレット・オブ・スコットランド | マーガレット・オブ・スコットランド | マーガレット・オブ・スコットランド | マーガレット・オブ・スコットランド | マーガレット・オブ・スコットランド | マーガレット・オブ・スコットランド |  |  |                                  |                                  |                                  |                                  |                                  |                                  |  |  |                              |                              |                              |                              |                              |                              |  |  |                              |                              |                              |                              |                              |                              |  |  |
|                                 |                                 |                                 |                                 |                                 |                                 |  |  |                              |                              |                              |                              |                              |                              |  |  |                                             |                                             |                                             |                                             |                                             |                                             |  |  | ウィリアム1世 イングランド王 | ウィリアム1世 イングランド王 | ウィリアム1世 イングランド王 | ウィリアム1世 イングランド王 | ウィリアム1世 イングランド王 | ウィリアム1世 イングランド王 |  |  | マティルダ・オブ・フランダース | マティルダ・オブ・フランダース | マティルダ・オブ・フランダース | マティルダ・オブ・フランダース | マティルダ・オブ・フランダース | マティルダ・オブ・フランダース |  |  |                                |                                |                                |                                |                                |                                |  |  | マルカム3世 スコットランド王 | マルカム3世 スコットランド王 | マルカム3世 スコットランド王 | マルカム3世 スコットランド王 | マルカム3世 スコットランド王 | マルカム3世 スコットランド王 |  |  | マーガレット・オブ・スコットランド | マーガレット・オブ・スコットランド | マーガレット・オブ・スコットランド | マーガレット・オブ・スコットランド | マーガレット・オブ・スコットランド | マーガレット・オブ・スコットランド |  |  |                                  |                                  |                                  |                                  |                                  |                                  |  |  |                              |                              |                              |                              |                              |                              |  |  |                              |                              |                              |                              |                              |                              |  |  |
|                                 |                                 |                                 |                                 |                                 |                                 |  |  |                              |                              |                              |                              |                              |                              |  |  |                                             |                                             |                                             |                                             |                                             |                                             |  |  |                              |                              |                              |                              |                              |                              |  |  |                                |                                |                                |                                |                                |                                |  |  |                                |                                |                                |                                |                                |                                |  |  |                              |                              |                              |                              |                              |                              |  |  |                                    |                                    |                                    |                                    |                                    |                                    |  |  |                                  |                                  |                                  |                                  |                                  |                                  |  |  |                              |                              |                              |                              |                              |                              |  |  |                              |                              |                              |                              |                              |                              |  |  |
|                                 |                                 |                                 |                                 |                                 |                                 |  |  |                              |                              |                              |                              |                              |                              |  |  |                                             |                                             |                                             |                                             |                                             |                                             |  |  |                              |                              |                              |                              |                              |                              |  |  |                                |                                |                                |                                |                                |                                |  |  |                                |                                |                                |                                |                                |                                |  |  |                              |                              |                              |                              |                              |                              |  |  |                                    |                                    |                                    |                                    |                                    |                                    |  |  |                                  |                                  |                                  |                                  |                                  |                                  |  |  |                              |                              |                              |                              |                              |                              |  |  |                              |                              |                              |                              |                              |                              |  |  |
|                                 |                                 |                                 |                                 |                                 |                                 |  |  |                              |                              |                              |                              |                              |                              |  |  |                                             |                                             |                                             |                                             |                                             |                                             |  |  |                              |                              |                              |                              |                              |                              |  |  |                                |                                |                                |                                |                                |                                |  |  |                                |                                |                                |                                |                                |                                |  |  |                              |                              |                              |                              |                              |                              |  |  |                                    |                                    |                                    |                                    |                                    |                                    |  |  |                                  |                                  |                                  |                                  |                                  |                                  |  |  |                              |                              |                              |                              |                              |                              |  |  |                              |                              |                              |                              |                              |                              |  |  |
|                                 |                                 |                                 |                                 |                                 |                                 |  |  |                              |                              |                              |                              |                              |                              |  |  |                                             |                                             |                                             |                                             |                                             |                                             |  |  |                              |                              |                              |                              |                              |                              |  |  |                                |                                |                                |                                |                                |                                |  |  |                                |                                |                                |                                |                                |                                |  |  |                              |                              |                              |                              |                              |                              |  |  |                                    |                                    |                                    |                                    |                                    |                                    |  |  |                                  |                                  |                                  |                                  |                                  |                                  |  |  |                              |                              |                              |                              |                              |                              |  |  |                              |                              |                              |                              |                              |                              |  |  |
|                                 |                                 |                                 |                                 |                                 |                                 |  |  |                              |                              |                              |                              |                              |                              |  |  |                                             |                                             |                                             |                                             |                                             |                                             |  |  |                              |                              |                              |                              |                              |                              |  |  |                                |                                |                                |                                |                                |                                |  |  |                                |                                |                                |                                |                                |                                |  |  |                              |                              |                              |                              |                              |                              |  |  |                                    |                                    |                                    |                                    |                                    |                                    |  |  |                                  |                                  |                                  |                                  |                                  |                                  |  |  |                              |                              |                              |                              |                              |                              |  |  |                              |                              |                              |                              |                              |                              |  |  |
|                                 |                                 |                                 |                                 |                                 |                                 |  |  |                              |                              |                              |                              |                              |                              |  |  |                                             |                                             |                                             |                                             |                                             |                                             |  |  |                              |                              |                              |                              |                              |                              |  |  |                                |                                |                                |                                |                                |                                |  |  |                                |                                |                                |                                |                                |                                |  |  |                              |                              |                              |                              |                              |                              |  |  |                                    |                                    |                                    |                                    |                                    |                                    |  |  |                                  |                                  |                                  |                                  |                                  |                                  |  |  |                              |                              |                              |                              |                              |                              |  |  |                              |                              |                              |                              |                              |                              |  |  |
| ロベール2世 ノルマンディー公    | ロベール2世 ノルマンディー公    | ロベール2世 ノルマンディー公    | ロベール2世 ノルマンディー公    | ロベール2世 ノルマンディー公    | ロベール2世 ノルマンディー公    |  |  | ウィリアム2世 イングランド王 | ウィリアム2世 イングランド王 | ウィリアム2世 イングランド王 | ウィリアム2世 イングランド王 | ウィリアム2世 イングランド王 | ウィリアム2世 イングランド王 |  |  | エティエンヌ2世 ブロワ伯                    | エティエンヌ2世 ブロワ伯                    | エティエンヌ2世 ブロワ伯                    | エティエンヌ2世 ブロワ伯                    | エティエンヌ2世 ブロワ伯                    | エティエンヌ2世 ブロワ伯                    |  |  | アデル・ド・ノルマンディー   | アデル・ド・ノルマンディー   | アデル・ド・ノルマンディー   | アデル・ド・ノルマンディー   | アデル・ド・ノルマンディー   | アデル・ド・ノルマンディー   |  |  | ウスタシュ3世 ブローニュ伯     | ウスタシュ3世 ブローニュ伯     | ウスタシュ3世 ブローニュ伯     | ウスタシュ3世 ブローニュ伯     | ウスタシュ3世 ブローニュ伯     | ウスタシュ3世 ブローニュ伯     |  |  | メアリー・オブ・スコットランド | メアリー・オブ・スコットランド | メアリー・オブ・スコットランド | メアリー・オブ・スコットランド | メアリー・オブ・スコットランド | メアリー・オブ・スコットランド |  |  | ヘンリー1世 イングランド王   | ヘンリー1世 イングランド王   | ヘンリー1世 イングランド王   | ヘンリー1世 イングランド王   | ヘンリー1世 イングランド王   | ヘンリー1世 イングランド王   |  |  | マティルダ・オブ・スコットランド   | マティルダ・オブ・スコットランド   | マティルダ・オブ・スコットランド   | マティルダ・オブ・スコットランド   | マティルダ・オブ・スコットランド   | マティルダ・オブ・スコットランド   |  |  | デイヴィッド1世 スコットランド王 | デイヴィッド1世 スコットランド王 | デイヴィッド1世 スコットランド王 | デイヴィッド1世 スコットランド王 | デイヴィッド1世 スコットランド王 | デイヴィッド1世 スコットランド王 |  |  | ゴドフロワ・ド・ブイヨン     | ゴドフロワ・ド・ブイヨン     | ゴドフロワ・ド・ブイヨン     | ゴドフロワ・ド・ブイヨン     | ゴドフロワ・ド・ブイヨン     | ゴドフロワ・ド・ブイヨン     |  |  | ボードゥアン1世 エルサレム王 | ボードゥアン1世 エルサレム王 | ボードゥアン1世 エルサレム王 | ボードゥアン1世 エルサレム王 | ボードゥアン1世 エルサレム王 | ボードゥアン1世 エルサレム王 |  |  |
| ロベール2世 ノルマンディー公    | ロベール2世 ノルマンディー公    | ロベール2世 ノルマンディー公    | ロベール2世 ノルマンディー公    | ロベール2世 ノルマンディー公    | ロベール2世 ノルマンディー公    |  |  | ウィリアム2世 イングランド王 | ウィリアム2世 イングランド王 | ウィリアム2世 イングランド王 | ウィリアム2世 イングランド王 | ウィリアム2世 イングランド王 | ウィリアム2世 イングランド王 |  |  | エティエンヌ2世 ブロワ伯                    | エティエンヌ2世 ブロワ伯                    | エティエンヌ2世 ブロワ伯                    | エティエンヌ2世 ブロワ伯                    | エティエンヌ2世 ブロワ伯                    | エティエンヌ2世 ブロワ伯                    |  |  | アデル・ド・ノルマンディー   | アデル・ド・ノルマンディー   | アデル・ド・ノルマンディー   | アデル・ド・ノルマンディー   | アデル・ド・ノルマンディー   | アデル・ド・ノルマンディー   |  |  | ウスタシュ3世 ブローニュ伯     | ウスタシュ3世 ブローニュ伯     | ウスタシュ3世 ブローニュ伯     | ウスタシュ3世 ブローニュ伯     | ウスタシュ3世 ブローニュ伯     | ウスタシュ3世 ブローニュ伯     |  |  | メアリー・オブ・スコットランド | メアリー・オブ・スコットランド | メアリー・オブ・スコットランド | メアリー・オブ・スコットランド | メアリー・オブ・スコットランド | メアリー・オブ・スコットランド |  |  | ヘンリー1世 イングランド王   | ヘンリー1世 イングランド王   | ヘンリー1世 イングランド王   | ヘンリー1世 イングランド王   | ヘンリー1世 イングランド王   | ヘンリー1世 イングランド王   |  |  | マティルダ・オブ・スコットランド   | マティルダ・オブ・スコットランド   | マティルダ・オブ・スコットランド   | マティルダ・オブ・スコットランド   | マティルダ・オブ・スコットランド   | マティルダ・オブ・スコットランド   |  |  | デイヴィッド1世 スコットランド王 | デイヴィッド1世 スコットランド王 | デイヴィッド1世 スコットランド王 | デイヴィッド1世 スコットランド王 | デイヴィッド1世 スコットランド王 | デイヴィッド1世 スコットランド王 |  |  | ゴドフロワ・ド・ブイヨン     | ゴドフロワ・ド・ブイヨン     | ゴドフロワ・ド・ブイヨン     | ゴドフロワ・ド・ブイヨン     | ゴドフロワ・ド・ブイヨン     | ゴドフロワ・ド・ブイヨン     |  |  | ボードゥアン1世 エルサレム王 | ボードゥアン1世 エルサレム王 | ボードゥアン1世 エルサレム王 | ボードゥアン1世 エルサレム王 | ボードゥアン1世 エルサレム王 | ボードゥアン1世 エルサレム王 |  |  |
|                                 |                                 |                                 |                                 |                                 |                                 |  |  |                              |                              |                              |                              |                              |                              |  |  |                                             |                                             |                                             |                                             |                                             |                                             |  |  |                              |                              |                              |                              |                              |                              |  |  |                                |                                |                                |                                |                                |                                |  |  |                                |                                |                                |                                |                                |                                |  |  |                              |                              |                              |                              |                              |                              |  |  |                                    |                                    |                                    |                                    |                                    |                                    |  |  |                                  |                                  |                                  |                                  |                                  |                                  |  |  |                              |                              |                              |                              |                              |                              |  |  |                              |                              |                              |                              |                              |                              |  |  |
|                                 |                                 |                                 |                                 |                                 |                                 |  |  |                              |                              |                              |                              |                              |                              |  |  |                                             |                                             |                                             |                                             |                                             |                                             |  |  |                              |                              |                              |                              |                              |                              |  |  |                                |                                |                                |                                |                                |                                |  |  |                                |                                |                                |                                |                                |                                |  |  |                              |                              |                              |                              |                              |                              |  |  |                                    |                                    |                                    |                                    |                                    |                                    |  |  |                                  |                                  |                                  |                                  |                                  |                                  |  |  |                              |                              |                              |                              |                              |                              |  |  |                              |                              |                              |                              |                              |                              |  |  |
| ギヨーム・クリトン フランドル伯 | ギヨーム・クリトン フランドル伯 | ギヨーム・クリトン フランドル伯 | ギヨーム・クリトン フランドル伯 | ギヨーム・クリトン フランドル伯 | ギヨーム・クリトン フランドル伯 |  |  | ティボー2世 シャンパーニュ伯 | ティボー2世 シャンパーニュ伯 | ティボー2世 シャンパーニュ伯 | ティボー2世 シャンパーニュ伯 | ティボー2世 シャンパーニュ伯 | ティボー2世 シャンパーニュ伯 |  |  | ヘンリー・オブ・ブロワ ウィンチェスター司教 | ヘンリー・オブ・ブロワ ウィンチェスター司教 | ヘンリー・オブ・ブロワ ウィンチェスター司教 | ヘンリー・オブ・ブロワ ウィンチェスター司教 | ヘンリー・オブ・ブロワ ウィンチェスター司教 | ヘンリー・オブ・ブロワ ウィンチェスター司教 |  |  | スティーブン イングランド王  | スティーブン イングランド王  | スティーブン イングランド王  | スティーブン イングランド王  | スティーブン イングランド王  | スティーブン イングランド王  |  |  | マティルド ブローニュ女伯      | マティルド ブローニュ女伯      | マティルド ブローニュ女伯      | マティルド ブローニュ女伯      | マティルド ブローニュ女伯      | マティルド ブローニュ女伯      |  |  | ロバート グロスター伯          | ロバート グロスター伯          | ロバート グロスター伯          | ロバート グロスター伯          | ロバート グロスター伯          | ロバート グロスター伯          |  |  | ウィリアム・アデリン         | ウィリアム・アデリン         | ウィリアム・アデリン         | ウィリアム・アデリン         | ウィリアム・アデリン         | ウィリアム・アデリン         |  |  | ジョフロワ5世 アンジュー伯         | ジョフロワ5世 アンジュー伯         | ジョフロワ5世 アンジュー伯         | ジョフロワ5世 アンジュー伯         | ジョフロワ5世 アンジュー伯         | ジョフロワ5世 アンジュー伯         |  |  | マティルダ（モード）             | マティルダ（モード）             | マティルダ（モード）             | マティルダ（モード）             | マティルダ（モード）             | マティルダ（モード）             |  |  | ハインリヒ5世 神聖ローマ皇帝 | ハインリヒ5世 神聖ローマ皇帝 | ハインリヒ5世 神聖ローマ皇帝 | ハインリヒ5世 神聖ローマ皇帝 | ハインリヒ5世 神聖ローマ皇帝 | ハインリヒ5世 神聖ローマ皇帝 |  |  |                              |                              |                              |                              |                              |                              |  |  |
| ギヨーム・クリトン フランドル伯 | ギヨーム・クリトン フランドル伯 | ギヨーム・クリトン フランドル伯 | ギヨーム・クリトン フランドル伯 | ギヨーム・クリトン フランドル伯 | ギヨーム・クリトン フランドル伯 |  |  | ティボー2世 シャンパーニュ伯 | ティボー2世 シャンパーニュ伯 | ティボー2世 シャンパーニュ伯 | ティボー2世 シャンパーニュ伯 | ティボー2世 シャンパーニュ伯 | ティボー2世 シャンパーニュ伯 |  |  | ヘンリー・オブ・ブロワ ウィンチェスター司教 | ヘンリー・オブ・ブロワ ウィンチェスター司教 | ヘンリー・オブ・ブロワ ウィンチェスター司教 | ヘンリー・オブ・ブロワ ウィンチェスター司教 | ヘンリー・オブ・ブロワ ウィンチェスター司教 | ヘンリー・オブ・ブロワ ウィンチェスター司教 |  |  | スティーブン イングランド王  | スティーブン イングランド王  | スティーブン イングランド王  | スティーブン イングランド王  | スティーブン イングランド王  | スティーブン イングランド王  |  |  | マティルド ブローニュ女伯      | マティルド ブローニュ女伯      | マティルド ブローニュ女伯      | マティルド ブローニュ女伯      | マティルド ブローニュ女伯      | マティルド ブローニュ女伯      |  |  | ロバート グロスター伯          | ロバート グロスター伯          | ロバート グロスター伯          | ロバート グロスター伯          | ロバート グロスター伯          | ロバート グロスター伯          |  |  | ウィリアム・アデリン         | ウィリアム・アデリン         | ウィリアム・アデリン         | ウィリアム・アデリン         | ウィリアム・アデリン         | ウィリアム・アデリン         |  |  | ジョフロワ5世 アンジュー伯         | ジョフロワ5世 アンジュー伯         | ジョフロワ5世 アンジュー伯         | ジョフロワ5世 アンジュー伯         | ジョフロワ5世 アンジュー伯         | ジョフロワ5世 アンジュー伯         |  |  | マティルダ（モード）             | マティルダ（モード）             | マティルダ（モード）             | マティルダ（モード）             | マティルダ（モード）             | マティルダ（モード）             |  |  | ハインリヒ5世 神聖ローマ皇帝 | ハインリヒ5世 神聖ローマ皇帝 | ハインリヒ5世 神聖ローマ皇帝 | ハインリヒ5世 神聖ローマ皇帝 | ハインリヒ5世 神聖ローマ皇帝 | ハインリヒ5世 神聖ローマ皇帝 |  |  |                              |                              |                              |                              |                              |                              |  |  |
|                                 |                                 |                                 |                                 |                                 |                                 |  |  |                              |                              |                              |                              |                              |                              |  |  |                                             |                                             |                                             |                                             |                                             |                                             |  |  |                              |                              |                              |                              |                              |                              |  |  |                                |                                |                                |                                |                                |                                |  |  |                                |                                |                                |                                |                                |                                |  |  |                              |                              |                              |                              |                              |                              |  |  |                                    |                                    |                                    |                                    |                                    |                                    |  |  |                                  |                                  |                                  |                                  |                                  |                                  |  |  |                              |                              |                              |                              |                              |                              |  |  |                              |                              |                              |                              |                              |                              |  |  |
|                                 |                                 |                                 |                                 |                                 |                                 |  |  |                              |                              |                              |                              |                              |                              |  |  |                                             |                                             |                                             |                                             |                                             |                                             |  |  |                              |                              |                              |                              |                              |                              |  |  |                                |                                |                                |                                |                                |                                |  |  |                                |                                |                                |                                |                                |                                |  |  |                              |                              |                              |                              |                              |                              |  |  |                                    |                                    |                                    |                                    |                                    |                                    |  |  |                                  |                                  |                                  |                                  |                                  |                                  |  |  |                              |                              |                              |                              |                              |                              |  |  |                              |                              |                              |                              |                              |                              |  |  |
| アンリ1世 シャンパーニュ伯      | アンリ1世 シャンパーニュ伯      | アンリ1世 シャンパーニュ伯      | アンリ1世 シャンパーニュ伯      | アンリ1世 シャンパーニュ伯      | アンリ1世 シャンパーニュ伯      |  |  | ティボー5世 ブロワ伯         | ティボー5世 ブロワ伯         | ティボー5世 ブロワ伯         | ティボー5世 ブロワ伯         | ティボー5世 ブロワ伯         | ティボー5世 ブロワ伯         |  |  | アデル・ド・シャンパーニュ                  | アデル・ド・シャンパーニュ                  | アデル・ド・シャンパーニュ                  | アデル・ド・シャンパーニュ                  | アデル・ド・シャンパーニュ                  | アデル・ド・シャンパーニュ                  |  |  | ギヨーム1世 ブローニュ伯     | ギヨーム1世 ブローニュ伯     | ギヨーム1世 ブローニュ伯     | ギヨーム1世 ブローニュ伯     | ギヨーム1世 ブローニュ伯     | ギヨーム1世 ブローニュ伯     |  |  | ウスタシュ4世 ブローニュ伯     | ウスタシュ4世 ブローニュ伯     | ウスタシュ4世 ブローニュ伯     | ウスタシュ4世 ブローニュ伯     | ウスタシュ4世 ブローニュ伯     | ウスタシュ4世 ブローニュ伯     |  |  | コンスタンス・ド・フランス     | コンスタンス・ド・フランス     | コンスタンス・ド・フランス     | コンスタンス・ド・フランス     | コンスタンス・ド・フランス     | コンスタンス・ド・フランス     |  |  | ルイ7世 フランス王           | ルイ7世 フランス王           | ルイ7世 フランス王           | ルイ7世 フランス王           | ルイ7世 フランス王           | ルイ7世 フランス王           |  |  | アリエノール アキテーヌ女公        | アリエノール アキテーヌ女公        | アリエノール アキテーヌ女公        | アリエノール アキテーヌ女公        | アリエノール アキテーヌ女公        | アリエノール アキテーヌ女公        |  |  | ヘンリー2世 イングランド王       | ヘンリー2世 イングランド王       | ヘンリー2世 イングランド王       | ヘンリー2世 イングランド王       | ヘンリー2世 イングランド王       | ヘンリー2世 イングランド王       |  |  |                              |                              |                              |                              |                              |                              |  |  |                              |                              |                              |                              |                              |                              |  |  |
| アンリ1世 シャンパーニュ伯      | アンリ1世 シャンパーニュ伯      | アンリ1世 シャンパーニュ伯      | アンリ1世 シャンパーニュ伯      | アンリ1世 シャンパーニュ伯      | アンリ1世 シャンパーニュ伯      |  |  | ティボー5世 ブロワ伯         | ティボー5世 ブロワ伯         | ティボー5世 ブロワ伯         | ティボー5世 ブロワ伯         | ティボー5世 ブロワ伯         | ティボー5世 ブロワ伯         |  |  |                                             | アデル・ド・シャンパーニュ                  | アデル・ド・シャンパーニュ                  | アデル・ド・シャンパーニュ                  | アデル・ド・シャンパーニュ                  | アデル・ド・シャンパーニュ                  |  |  | ギヨーム1世 ブローニュ伯     | ギヨーム1世 ブローニュ伯     | ギヨーム1世 ブローニュ伯     | ギヨーム1世 ブローニュ伯     | ギヨーム1世 ブローニュ伯     | ギヨーム1世 ブローニュ伯     |  |  | ウスタシュ4世 ブローニュ伯     | ウスタシュ4世 ブローニュ伯     | ウスタシュ4世 ブローニュ伯     | ウスタシュ4世 ブローニュ伯     | ウスタシュ4世 ブローニュ伯     | ウスタシュ4世 ブローニュ伯     |  |  | コンスタンス・ド・フランス     | コンスタンス・ド・フランス     | コンスタンス・ド・フランス     | コンスタンス・ド・フランス     | コンスタンス・ド・フランス     | コンスタンス・ド・フランス     |  |  | ルイ7世 フランス王           | ルイ7世 フランス王           | ルイ7世 フランス王           | ルイ7世 フランス王           | ルイ7世 フランス王           | ルイ7世 フランス王           |  |  | アリエノール アキテーヌ女公        | アリエノール アキテーヌ女公        | アリエノール アキテーヌ女公        | アリエノール アキテーヌ女公        | アリエノール アキテーヌ女公        | アリエノール アキテーヌ女公        |  |  | ヘンリー2世 イングランド王       | ヘンリー2世 イングランド王       | ヘンリー2世 イングランド王       | ヘンリー2世 イングランド王       | ヘンリー2世 イングランド王       | ヘンリー2世 イングランド王       |  |  |                              |                              |                              |                              |                              |                              |  |  |                              |                              |                              |                              |                              |                              |  |  |
|                                 |                                 |                                 |                                 |                                 |                                 |  |  |                              |                              |                              |                              |                              |                              |  |  |                                             |                                             |                                             |                                             |                                             |                                             |  |  |                              |                              |                              |                              |                              |                              |  |  |                                |                                |                                |                                |                                |                                |  |  |                                |                                |                                |                                |                                |                                |  |  |                              |                              |                              |                              |                              |                              |  |  |                                    |                                    |                                    |                                    |                                    |                                    |  |  |                                  |                                  |                                  |                                  |                                  |                                  |  |  |                              |                              |                              |                              |                              |                              |  |  |                              |                              |                              |                              |                              |                              |  |  |
|                                 |                                 |                                 |                                 |                                 |                                 |  |  |                              |                              |                              |                              |                              |                              |  |  |                                             |                                             |                                             |                                             |                                             |                                             |  |  |                              |                              |                              |                              |                              |                              |  |  |                                |                                |                                |                                |                                |                                |  |  |                                |                                |                                |                                |                                |                                |  |  |                              |                              |                              |                              |                              |                              |  |  |                                    |                                    |                                    |                                    |                                    |                                    |  |  |                                  |                                  |                                  |                                  |                                  |                                  |  |  |                              |                              |                              |                              |                              |                              |  |  |                              |                              |                              |                              |                              |                              |  |  |
|                                 |                                 |                                 |                                 |                                 |                                 |  |  |                              |                              |                              |                              |                              |                              |  |  |                                             |                                             |                                             |                                             |                                             |                                             |  |  |                              |                              |                              |                              |                              |                              |  |  |                                |                                |                                |                                |                                |                                |  |  |                                |                                |                                |                                |                                |                                |  |  | マリー・ド・フランス         | マリー・ド・フランス         | マリー・ド・フランス         | マリー・ド・フランス         | マリー・ド・フランス         | マリー・ド・フランス         |  |  | アリックス・ド・フランス           | アリックス・ド・フランス           | アリックス・ド・フランス           | アリックス・ド・フランス           | アリックス・ド・フランス           | アリックス・ド・フランス           |  |  | リチャード1世 イングランド王     | リチャード1世 イングランド王     | リチャード1世 イングランド王     | リチャード1世 イングランド王     | リチャード1世 イングランド王     | リチャード1世 イングランド王     |  |  | ジョン イングランド王        | ジョン イングランド王        | ジョン イングランド王        | ジョン イングランド王        | ジョン イングランド王        | ジョン イングランド王        |  |  |                              |                              |                              |                              |                              |                              |  |  |
|                                 |                                 |                                 |                                 |                                 |                                 |  |  |                              |                              |                              |                              |                              |                              |  |  |                                             |                                             |                                             |                                             |                                             |                                             |  |  |                              |                              |                              |                              |                              |                              |  |  |                                |                                |                                |                                |                                |                                |  |  |                                |                                |                                |                                |                                |                                |  |  | マリー・ド・フランス         | マリー・ド・フランス         | マリー・ド・フランス         | マリー・ド・フランス         | マリー・ド・フランス         | マリー・ド・フランス         |  |  | アリックス・ド・フランス           | アリックス・ド・フランス           | アリックス・ド・フランス           | アリックス・ド・フランス           | アリックス・ド・フランス           | アリックス・ド・フランス           |  |  | リチャード1世 イングランド王     | リチャード1世 イングランド王     | リチャード1世 イングランド王     | リチャード1世 イングランド王     | リチャード1世 イングランド王     | リチャード1世 イングランド王     |  |  | ジョン イングランド王        | ジョン イングランド王        | ジョン イングランド王        | ジョン イングランド王        | ジョン イングランド王        | ジョン イングランド王        |  |  |                              |                              |                              |                              |                              |                              |  |  |
|                                 |                                 |                                 |                                 |                                 |                                 |  |  |                              |                              |                              |                              |                              |                              |  |  |                                             |                                             |                                             |                                             |                                             |                                             |  |  |                              |                              |                              |                              |                              |                              |  |  |                                |                                |                                |                                |                                |                                |  |  |                                |                                |                                |                                |                                |                                |  |  |                              |                              |                              |                              |                              |                              |  |  |                                    |                                    |                                    |                                    |                                    |                                    |  |  |                                  |                                  |                                  |                                  |                                  |                                  |  |  |                              |                              |                              |                              |                              |                              |  |  |                              |                              |                              |                              |                              |                              |  |  |
|                                 |                                 |                                 |                                 |                                 |                                 |  |  |                              |                              |                              |                              |                              |                              |  |  |                                             |                                             |                                             |                                             |                                             |                                             |  |  |                              |                              |                              |                              |                              |                              |  |  |                                |                                |                                |                                |                                |                                |  |  |                                |                                |                                |                                |                                |                                |  |  |                              |                              |                              |                              |                              |                              |  |  |                                    |                                    |                                    |                                    |                                    |                                    |  |  |                                  |                                  |                                  |                                  |                                  |                                  |  |  |                              |                              |                              |                              |                              |                              |  |  |                              |                              |                              |                              |                              |                              |  |  |